# Krusasjön, Småland
Krusasjön är en sjö i Älmhults kommun i Småland och ingår i Helge ås huvudavrinningsområde. Sjön är 10,8 meter djup, har en yta på 0,5 kvadratkilometer och är belägen 144,1 meter över havet. Vid provfiske har abborre, braxen, gädda och mört fångats i sjön.

## Delavrinningsområde
Krusasjön ingår i det delavrinningsområde (625545-138715) som SMHI kallar för Mynnar i Driveån. Medelhöjden är 128 meter över havet och ytan är 47,37 kvadratkilometer. Det finns inga avrinningsområden uppströms utan avrinningsområdet är högsta punkten. Krusån som avvattnar avrinningsområdet har biflödesordning 3, vilket innebär att vattnet flödar genom totalt 3 vattendrag innan det når havet efter 84 kilometer. Avrinningsområdet består mestadels av skog (75 procent). Avrinningsområdet har 1,02 kvadratkilometer vattenytor vilket ger det en sjöprocent på 2,2 procent. Bebyggelsen i området täcker en yta av 1,43 kvadratkilometer eller 3 procent av avrinningsområdet.